# Jiang Zemin
Jiang Zemin, chinês tradicional: 江澤民, chinês simplificado: 江泽民, pinyin: Jiāng Zémín; (Yangzhou, 17 de agosto de 1926 – Xangai, 30 de novembro de 2022) foi um engenheiro e político chinês, foi o 5.º Presidente da República Popular da China de 1993 a 2003 e Secretário-Geral do Partido Comunista da China de 1989 a 2002. Um fato marcante do seu governo foram as devoluções de Hong Kong pela Grã-Bretanha em 1997 e Macau por Portugal em 1999.

## Carreira Política
Jiang Zemin estudou no Departamento de Engenharia Elétrica na Universidade Central Nacional em Nanjing, então ocupada pelos japoneses, antes de se transferir para a Universidade Nacional Chiao Tung em Xangai. Jiang Zemin formou-se em engenharia elétrica em 1947. Durante a faculdade, juntou-se ao Partido Comunista da China, que só viria chegar ao poder em 1949. Em 1983 foi apontado como ministro das indústrias. Em 1985 tornou-se prefeito de Xangai.
Após o Massacre da Praça da Paz Celestial em 1989, Deng Xiaoping, o líder de facto da China, substituiu o então Secretário-Geral Zhao Ziyang, que manteve um tom conciliador, por Jiang Zemin, que manteve os protestos sob controle em Xangai.

## Liderança
Jiang manteve-se discreto na presidência até o falecimento de Deng Xiaoping, em 1997. A grande estrela do desenvolvimento econômico chinês durante sua presidência foi o ministro da economia, Zhu Rongji, que modernizou a política econômica do país.
Após 1997 Jiang essencialmente manteve as políticas de Deng Xiaoping e Zhu Rongji.
Em novembro de 2002, Jiang, então com 76 anos, decide sair do Politburo do Partido Comunista da China para abrir espaço para a nova geração de líderes. A saída de Jiang do poder foi oficializada durante o 16.º Congresso Nacional do Partido Comunista da China, no dia 15, no qual Hu Jintao assumiu a vaga.

## Morte
Jiang Zemin morreu no dia 30 de novembro de 2022, aos 96 anos, em Xangai. De acordo com informações da agência de notícias oficial da China, Xinhua, ele morreu devido a uma leucemia, às 12h13 no horário local.